# Z800
De Z800 was een door Zilog ontworpen 16-bit processor die in 1985 op de markt werd gebracht. De instructies waren compatibel met de bestaande 8-bits Z80-processor. Het verschil tussen de processoren was dat de Z800 beschikte over cachegeheugen en MMU voor een 16 MB-adresrange en verder over een reusachtig aantal nieuwe orthogonische instructies en adresseringsmodi. Nochtans werd de Z800 door Zilog hoofdzakelijk genegeerd ten gunste van hun 32-bits Z80000-processor en lijkt de Z800 nooit in massaproductie te zijn genomen. Met nagenoeg hetzelfde ontwerp, deze keer uitgevoerd in CMOS-technologie, waagde men in 1987 met de Z280 een nieuwe poging.
Het Japanse ASCII heeft met de R800 een doorontwikkelde en gemodificeerde Z800-processor ontworpen en werd toegepast in de MSX turbo-R-generatie homecomputers.